# Suzuki GZ 250 Marauder
Suzuki GZ 250 Marauder je motocykl firmy Suzuki kategorie cruiser, vyráběný od roku 1998. Předchůdcem byl model Suzuki GN 250.

## Popis
Motocykl je vybaven čtyřdobým vzduchem chlazeným čtyřventilovým jednoválcem o objemu 246 cm³. Díky malé výšce sedla 680 mm je vhodný pro motorkáře menšího vzrůstu.

## Technické parametry
- Rám: trubkový ocelový
- Suchá hmotnost: 137 kg
- Pohotovostní hmotnost: 150 kg
- Maximální rychlost: 115 km/hod.